# آندژی کونوپکا
آندژی کونوپکا (لهستانی: Andrzej Konopka؛ زادهٔ ۱۹۶۹) بازیگر اهل لهستان است.
از فیلم‌ها یا مجموعه‌های تلویزیونی که وی در آن‌ها نقش داشته‌است، می‌توان به عناصر ساشا – آتش، خرده‌دهقانان، مبتدیان تمام‌عیار، بازخورد، این دختران من، پیمان ورشو، ۲۵ سال بی‌گناهی، نشانه‌گذاری‌شده، قانون حقیقی، پزشکان، پدر متیو، در خوشی و سختی، ردپا، والسا: مرد امید، قرارداد، بلفر، مرز، ۱۹۸۳، نشانه‌ها، دوران افتخار، هتل ۵۲، ع چون عشق، تیم، کارآگاهان جنایی، در خیابان سپولنی، کشیشان، پس‌تصویر، لیور، رز و حیوان بزرگ اشاره نمود.